# 坂井武
坂井 武（さかい たけし、1894年（明治27年）8月7日 - 1977年（昭和52年）1月20日）は、大日本帝国陸軍軍人。最終階級は陸軍少将。

## 経歴
1894年（明治27年）に長野県で生まれた。陸軍士官学校第27期卒業。1939年（昭和14年）8月1日に陸軍歩兵大佐に進級し、12月1日に独立歩兵第12大隊長（第1軍・独立混成第4旅団）に就任。日中戦争に出動し、百団大戦では敵軍より激しい攻撃を受けたが、反撃に転じ戦果を収めた。1940年（昭和15年）10月に歩兵第39連隊長（関東軍・第10師団・第10歩兵団）に転じ、1944年（昭和19年）7月14日に東京陸軍少年飛行兵学校長に就任した。
1945年（昭和20年）3月1日に陸軍少将に進級し、5月23日に編制された独立混成第127旅団（関東軍・第17方面軍）の旅団長に6月1日に就任。終戦時は釜山に位置した。
1947年（昭和22年）11月28日、公職追放仮指定を受けた。